# David Theile
David Egmont Theile (Maryborough, Australia, 17 de enero de 1938) es un exnadador australiano especializado en pruebas de estilo espalda, donde consiguió ser campeón olímpico en 1960 en los 100 metros.

## Carrera deportiva
En las Olimpiadas de Melbourne 1956 ganó la medalla de oro en los 100 metros estilo espalda.
Cuatro años después, en los Juegos Olímpicos de Roma 1960 ganó la medalla de oro en los 100 metros estilo espalda, con un tiempo de 1:01.9 segundos que fue récord olímpico, por delante de los estadounidenses Frank McKinney y Bob Bennett; y también ganó la plata en los relevos de 4x100 metros estilos (nadando el largo de espalda), tras Estados Unidos y por delante de Japón.